# こぎつね座CK星
こぎつね座CK星（CK Vul, Nova Vul 1670）は、1670年に現在のこぎつね座の領域に出現した突発天体。文献に残る新星としては最も古いものとされる。長く古典新星と考えられてきたが、2015年に2つの天体が衝突することで起こる高輝度赤色新星であったとする説が提唱されている。

## 発見
1670年6月20日にフランスのディジョンに住むカルトジオ会の修道士ヴォワチュール・アンテルムによって最初に発見された。彼は、はくちょう座のアルビレオの南西方向に、3等星ほどの明るさでそれまで見たことがない星があることに気付き、このことを報告した。同年7月25日に、ポーランドの天文学者ヨハネス・ヘヴェリウスもこの新星を独立発見した。ヘヴェリウスらはその年の10月に見えなくなるまで観測を続けた。アンテルムは、翌1671年3月17日に再びこの新星が4等級まで増光していることを発見した。新星の明るさは同年4月末には約2.6等に達した。ヘヴェリウスとジョヴァンニ・カッシーニはこの年の8月末には再び見えなくなるまで観測を続けた。ヘヴェリウスは、翌1672年3月に再々度この星を裸眼で見つけ、同年5月22日を最後に完全に見えなくなるまで2か月半ほどの間観測を続けた。以降、この天体を確認した報告はなかった。
この新星が出現した付近の領域は、1687年にヘヴェリウスが「こぎつねとがちょう座」を設定し、1928年に国際天文学連合が88の星座を正式に定めた際にこぎつね座とされたため、この新星の名称は「こぎつね座CK星」とされる。

## 星の衝突の発見
1672年以降観測されなかったこぎつね座CK星だが、1982年に双極性星雲として再発見された。
2015年3月に、従来より古典新星とされてきたこぎつね座CK星は、実は2つの天体が衝突することで起きる高輝度赤色新星であったとする研究結果が、学術誌「ネイチャー」に掲載された。ヨーロッパ南天天文台のトマシュ・カミンスキーらは南米チリにあるAPEX望遠鏡による観測結果から大量の重窒素や荷電分子が存在していることを発見した。同様に天の川銀河の中で高輝度赤色新星となった「さそり座V1309」の研究結果を参照し、こぎつね座CK星に含まれる分子を解析した結果からこの結論を導き出した。
2018年8月には、ALMAとミリ波電波天文学研究所（IRAM）のミリ波干渉計「NOEMA」を使った観測によりアルミニウムの放射性同位体26Alの存在が確認された。これは、天体の衝突により天体内部の重元素が汲み上げられて撒き散らされたことを示している。さらに2018年10月には、ALMAを使った観測結果から、白色矮星と褐色矮星の衝突による現象であるとする説が発表された。